# Quelqu'un vous aime

Quelqu'un vous aime est un court-métrage français réalisé en 2003 par Emmanuelle Bercot dans le cadre du concours scénario "Alcool au volant".
Il est disponible sur le compte Youtube d'ActionRoute.

## Synopsis
Yann a passé l'après-midi à boire des bières avec ses amis quand sa mère revient et lui annonce qu'elle ne pourra pas aller chercher sa copine Lilou à la gare. Alcoolisé, il prend la voiture avec son petit frère à l'arrière. Mais l'attente est bien longue pour Lilou...

## Fiche technique
- Réalisation : Emmanuelle Bercot
- Scénario : Magali Fontaine
- Photographie : Guillaume Schiffman
- Montage : Julien Leloup
- Décors : Jiri Hanibal
- Société de production : Partenaire Production
- Langue : français
- Format : couleur
- Genre : court-métrage drame
- Durée : 5 minutes
- Année : 2003

## Distribution
- Isild Le Besco : Lilou
- Cyrille Thouvenin : Yann
- Dominique Frot : la mère
- Yoann Denaive : Jo
- Smaïl Dogga : Pablo
- Lahcen Razzougui : Samy
- Némo Schiffman : Lulu
- Marc Citti : l'interne
- Nathalie Hugon : l'infirmière
- Robert Gil : le médecin